# Eureka (serie de televisión)
Eureka (también llamada Sector 5 en Hispanoamérica) es una serie de televisión estadounidense creada por Andrew Cosby y Jaime Paglia emitida por Syfy. Se estrenó en Estados Unidos el 18 de julio de 2006 y su primera temporada constó de doce episodios. La serie terminó con la quinta temporada el 16 de julio de 2012. En España, comenzó a emitirse en Sci Fi el 20 de diciembre de 2006 y en Cuatro el 6 de enero de 2007. En Cuba se transmite irregularmente por Tele Rebelde desde 2007, ya que alterna con series como Hannah Montana y otras.

## Sinopsis
Cuando la Segunda Guerra Mundial llegó a su fin, el presidente Harry S. Truman, con la ayuda de Albert Einstein y de otros asesores de su entera confianza, encargó un proyecto de alto secreto en una remota área de la costa pacífica, que serviría para proteger y cuidar a los más valiosos intelectuales del país. Un lugar donde los grandes pensadores, los supergenios que trabajan en la nueva generación de avances científicos, puedan vivir y trabajar en un ambiente selecto. Una comunidad creada para rivalizar con el más idílico de los pequeños pueblos americanos, pero con una gran diferencia: este pueblo nunca aparecería en ningún mapa, al menos no en ninguno que no haya sido clasificado por el Pentágono.
Durante años, el gobierno ha estado recolocando a estos genios y a sus familias en este pintoresco pueblo llamado Eureka, donde la vida diaria camina siempre sobre la innovación sin precedentes y el caos total. Ninguna persona no autorizada puede saber de la ubicación del pueblo, pero el Oficial Jack Carter termina descubriéndolo cuando sufre un accidente con su coche y termina atrapado en el pueblo, junto a su hija Zoe, una rebelde adolescente cuya meta es lograr que sus padres vuelvan a estar juntos de nuevo.
Después de que a uno de los excéntricos habitantes se le descontrole su nueva creación científica, Carter se verá obligado a aceptar el puesto vacante de sheriff del pueblo y esforzarse por restaurar el orden y prometer guardar uno de los secretos mejor guardados del país.

## Episodios
| Temporada | Temporada | Episodios | Episodios           | Emisión original         | Emisión original         |
| Temporada | Temporada | Episodios | Episodios           | Primera emisión          | Última emisión           |
| --------- | --------- | --------- | ------------------- | ------------------------ | ------------------------ |
|           | 1         | 12        | 12                  | 18 de julio de 2006      | 3 de octubre de 2006     |
|           | 2         | 13        | 13                  | 10 de julio de 2007      | 2 de octubre de 2007     |
|           | 3         | 18        | 8                   | 29 de julio de 2008      | 23 de septiembre de 2008 |
| 10        | 3         | 18        | 10 de julio de 2009 | 18 de septiembre de 2009 |                          |
|           | 4         | 21        | 10                  | 9 de julio de 2010       | 12 de julio de 2010      |
| 11        | 4         | 21        | 11 de julio de 2011 | 6 de diciembre de 2011   |                          |
|           | 5         | 13        | 13                  | 16 de abril de 2012      | 16 de julio de 2012      |

## Ficha artística

### Personajes
- Jack Carter (Colin Ferguson): Temporadas 1 a 5. Jack es un buen tipo, un policía inteligente, dotado de un ingenio afilado y de la sabiduría que proporciona el trabajo en las calles. Aunque siempre se dedicó en cuerpo y alma a su profesión, su separación hizo que tuviese que prestar gran parte de su atención a Zoe, su problemática hija adolescente, que siempre anda metida en líos. Ambos llegaron a Eureka tras sufrir un accidente de coche en los alrededores de la localidad. Los asombrosos acontecimientos que allí se sucedieron le obligaron a convertirse en el nuevo sheriff del pueblo. Con una inteligencia media, con una versión simplista de los hechos científicos y su buena capacidad para unir hechos, le ayuda a vivir en un pueblo lleno de genios.

- Allison Blake (Salli Richardson): Temporadas 1 a 5. Allison Blake, agente el Departamento de Defensa es el enlace entre Eureka y el Pentágono, encargada de informar acerca de los progresos e innovaciones de los brillantes habitantes del pueblo, lo que con frecuencia le plantea dilemas morales. Terminará siendo directora de Global Dynamics. Después de tener una relación con Stark, la retoman y deciden casarse, pero éste muere el día de la boda. Allison había quedado embarazada y pasa a ser madre soltera. Ella y el sheriff Carter mantienen una estrecha relación que va cambiando de la mera amistad a lo amoroso en las últimas temporadas.

- Henry Deacon (Joe Morton): Temporadas 1 a 5. Henry Deacon es el manitas local, cuyos alardes mecánicos e ingenieriles constituyen una fuente constante de diversión y asombro. Es capaz de desentrañar el mecanismo de cualquier clase de máquina y disfruta inventando los aparatos y gadgets más increíbles para ayudar a los habitantes de Eureka. Sin embargo, Henry no es lo que parece. Los recuerdos de un futuro alternativo le atormentan y todavía culpa al sheriff Carter de la muerte de su amor, Kim Anderson. Posteriormente, logra superar esta pérdida y forma pareja con Grace, quien era su esposa en una línea de tiempo paralela.

- Josefina "Jo" Lupo (Erica Cerra): Temporadas 1 a 5. Jo Lupo es la ayudante del sheriff, una chica de Nueva Jersey que durante una época fue ranger del ejército norteamericano. Las excentricidades de los habitantes de Eureka ponen a prueba su paciencia constantemente, si bien los genios locales se han acostumbrado a su agresividad y aprecian su dedicación. En principio se mostró algo recelosa con el hecho de que un recién llegado como Jack Carter ocupase el puesto de sheriff, pero pronto comenzó a respetarle y hoy Carter confía plenamente en ella para mantener la paz en la ciudad. Empieza una relación con Zane. Después de la alteración de la línea del tiempo, Zane no ha tenido nunca una relación con ella, y ha dejado su trabajo para ser la jefa de seguridad de Global Dynamics.

- Zane Donovan (Niall Matter): Temporadas 3 a 5. Desde que llegó a Eureka causó una gran impresión. Aunque la brillantez de su mente está fuera de toda duda, el hecho de que haya empleado su talento en actividades criminales hace que Carter se pregunte por qué no sigue en la cárcel. Cuando Eva Thorne le encuentra, se da cuenta de que su asombrosa inteligencia puede resultarle útil. Pero el personaje durante la tercera temporada irá evolucionando positivamente gracias sobre todo a su relación con Jo. Con el cambio de la línea del tiempo se vuelve un delincuente y no está con Jo Lupo.

- Douglas Fargo (Neil Grayston). Temporadas 1 a 5. Douglas Fargo es el divertido asistente del director de Global Dynamics. Posee una gran inteligencia, pero también le persigue la mala suerte. Se siente explotado y, a pesar de su indudable potencial científico, parece atascado para siempre en su puesto de subalterno. Su incapacidad para controlar su curiosidad le suele meter en problemas para disgusto de su mentor, Nathan Stark. Después de la alteración temporal, pasa a ser el director de Global Dynamics.

- Zoe Carter (Jordan Hinson). Temporadas 1 a 5. Es la descarada, delincuente y también enormemente inteligente hija de Jack Carter, y ha madurado mucho desde que ambos llegaron a Eureka. Pero el hecho de que tenga novio y carnet de conducir no significa que no siga peleándose con su padre, que trata de acostumbrarse al hecho de que está dejando de ser una niña. Ha empezado a trabajar media jornada en el Café Diem, lo que a Jack no le hace demasiada gracia. En el final de la tercera temporada recibe una beca de medicina para Harvard, gracias a las influencias de Henry. Aparece a lo largo de la cuarta temporada, protagonizando un enfrentamiento con Jo Lupo por el interés de ambas hacia Zane Donovan. A pesar de sus diferencias, ambas salvarán a Eureka de un ataque perpetrado por Beverly Barlow.

- Grace Monroe (Tembi Locke). Temporadas 4 a 5. Grace es científica, mecánica y la mujer de Henry Deacon en la realidad alternativa que los cinco de Eureka crearon al viajar a 1947. Henry conoció a la doctora Monroe el día del fundador en 2010, antes de viajar al pasado. A su regreso, descubrió que estaba casado con Grace por lo que al final opta por contarle la verdad y volver a conquistarla para convertirse en "su" Henry.

- Nathan Stark (Ed Quinn). Temporadas 1 a 3: Nathan Stark es Premio Nobel y el exmarido de Allison Blake. Encantador y brillante, Nathan obliga a Jack Carter a sudar tinta en su carrera por conseguir a Allison. Su obsesión por rebasar los límites de la ciencia puede comprometer en ocasiones su integridad personal y le costó su puesto como jefe de Global Dynamics, aunque con la llegada de Eva Thorne recupera el mismo. Le pide matrimonio de nuevo a Allison Blake, y ésta acepta, pero el día de su boda él muere. Reaparece en un episodio de la cuarta temporada ("Los expedientes ex") siendo un delirio mental del sheriff Carter como consecuencia de un fallo en un invento de Grace, la mujer de Henry Deacon.

- Eva Thorne (Frances Fisher). Temporada 3: Enviada por el Departamento de Defensa, la consultora Eva Thorne llega a Eureka precedida por su reputación como “arreglatodo” y un poder ilimitado sobre la ciudad, sus ciudadanos y Global Dynamics. El modo en que utilice ese poder y las consecuencias que de ello se deriven sin duda tendrán un impacto en cada uno de los habitantes de Eureka.

- Dr. Tess Fontana (Jaime Ray Newman): Temporadas 3  y 4. Es descrita como una "ingeniera brillante y astrofísica que ve las cosas de manera diferente a los que la rodean... estando en desacuerdo con la comunidad científica en general." Allison, que la conoce desde postgrado, la pone a trabajar en un proyecto altamente confidencial en Global Dynamics. En el final de la temporada empieza una relación con Carter. Termina rompiendo con él al irse a trabajar a Australia. Pero en la temporada cuatro, al verse alterada la línea del tiempo, su vida cambia, estando todo el tiempo viviendo con Jack. Al final Jack decide romper la relación y ella vuelve a Australia.

- Dr. Grant (James Callis). Temporada 4. El Doctor Grant era un residente de Eureka de antes de fundar el pueblo, cuando era aun una base militar. Sin embargo, inesperadamente viene al tiempo actual, siendo un motivo de alarma para todos. Tendrá cierto roce con el sheriff Carter, ya que el doctor Grant siente un interés romántico hacia Allison Blake.

- Datos: Q614574
- Multimedia: Eureka (TV series) / Q614574